# Paavo Väyrynen
Paavo Matti Väyrynen (n. 2 de septiembre de 1946) es un político veterano finlandés. Es miembro del partido de centro y fue presidente del partido de 1980 a 1990. Väyrynen ha sido miembro del Parlamento de Finlandia de 1970 a 1995, 1999 y de 2007 a 2011. También ha sido Ministro de exteriores de  Finlandia de 1977 a 1982, 1983-1987 y 1991-1993.
Entre 1983 y 1987 fue además Vice primer ministro de Finlandia. Ha sido candidato en las elecciones presidenciales de Finlandia de 1988, 1994 y lo fue de nuevo en las del 2012, quedando en tercer lugar.